# Dalmatia (Pensilvania)
Dalmatia es un lugar designado por el censo ubicado en el condado de Northumberland en el estado estadounidense de Pensilvania. En el año 2010 tenía una población de 488 habitantes y una densidad poblacional de 244 personas por km².

## Geografía
Dalmatia se encuentra ubicado en las coordenadas 40°42′39″N 76°8′21″O / 40.71083, -76.13917. Según la Oficina del Censo de los Estados Unidos, Dalmatia tiene una superficie total de 0,78 mi² (2 km²), de la cual 0,73 mi² (1,9 km²) corresponden a tierra firme y 0,05 mi² (0,1 km²) es agua.